# Copa Aerosur 2008
La Copa AeroSur 2008, fue la VI edición de un torneo de fútbol organizado de forma anual auspiciado por las aerolíneas AeroSur S.A. en las ciudades de Cochabamba, La Paz y Santa Cruz de la Sierra.
En este torneo participaron equipos de la Liga y Tercera división de Bolivia. El premio para el ganador consistía en pasajes gratis en la aerolínea patrocinadora, en vuelos nacionales a las sedes de todos los partidos disputados en la Liga de la siguiente temporada y 10.000 dólares americanos. Los semifinalistas recibían 5.000 dólares americanos y el 75% de descuento en los pasajes, mientras que el resto de los participantes recibieron un 50% de descuento en pasajes siempre y cuando llevasen el logo de la aerolínea patrocinadora en sus uniformes.

## Primera fase
| Equipo 1                | Agr. | Equipo 2        | Ida | Vuelta |
| ----------------------- | ---- | --------------- | --- | ------ |
| Litoral                 | 3–2  | Francesa        | 3–0 | 1–1    |
| Independiente Petrolero | 1–0  | Always Ready    | 0–0 | 1–0    |
| ABB                     | 3–1  | Cristal         | 1–1 | 2–0    |
| Real Santa Cruz         | 4–3  | Nacional Potosí | 2–2 | 2–1    |

## Segunda fase
| Equipo 1                | Agr. | Equipo 2                  | Ida | Vuelta |
| ----------------------- | ---- | ------------------------- | --- | ------ |
| Litoral                 | 2–3  | Unión Central             | 2–0 | 0–3    |
| Independiente Petrolero | 4–2  | 1 de Mayo                 | 2–1 | 2–1    |
| Vaca Diez               | 3–1  | Mariscal Braun            | 1–1 | 2–0    |
| Universitario (B)       | 5–3  | Universidad de Santa Cruz | 3–2 | 2–1    |
| ABB                     | 4–1  | Fraternidad Tigres        | 2–1 | 2–0    |
| Destroyers              | 4–1  | Deportivo Ferroviario     | 2–1 | 2–0    |
| Stormers San Lorenzo    | 0–1  | 31 de Octubre             | 0–0 | 0–1    |
| Real Santa Cruz         | 2–1  | Chaco Petrolero           | 2–1 | 0–0    |

## Tercera fase
| Equipo 1                | Agr. | Equipo 2          | Ida | Vuelta |
| ----------------------- | ---- | ----------------- | --- | ------ |
| Independiente Petrolero | 4–3  | Unión Central     | 2–2 | 2–1    |
| Vaca Diez               | 0–1  | Universitario (B) | 0–1 | 0–0    |
| ABB                     | 2–3  | Destroyers        | 1–2 | 1–1    |
| Real Santa Cruz         | 4–1  | 31 de octubre     | 1–1 | 3–0    |

### Cuartos de final
| Equipo 1          | Agr. | Equipo 2          | Ida | Vuelta |
| ----------------- | ---- | ----------------- | --- | ------ |
| Universitario     | 5–1  | Universitario (B) | 4–0 | 1–1    |
| Blooming          | 4–4  | Oriente Petrolero | 0–4 | 4–0    |
| Bolívar           | 3–2  | The Strongest     | 2–2 | 1–0    |
| Jorge Wilstermann | 4–3  | Real Potosí       | 1–1 | 3–2    |

## Semifinales
| Equipo 1      | Agr.    | Equipo 2          | Ida | Vuelta |
| ------------- | ------- | ----------------- | --- | ------ |
| Universitario | 3– 3(a) | Blooming          | 3–1 | 0–2    |
| Bolívar       | 5–3     | Jorge Wilstermann | 1–2 | 2–3    |

## Final
| Equipo 1 | Resultado | Equipo 2          |
| -------- | --------- | ----------------- |
| Blooming | 4–3       | Jorge Wilstermann |

| Campeón 2008 Blooming Segundo Título |